# کیم سونگ-آی
کیم سونگ-آی (انگلیسی: Kim Song-i؛ زادهٔ ۱۰ اوت ۱۹۹۴) بازیکن تنیس روی میز زن اهل کره شمالی است.
وی در مسابقات کشوری و بین‌المللی در مجموع برندهٔ ۳ مدال برنز شده‌است.